# マイケル・トロニック
マイケル・トロニック（Michael Tronick、1949年3月2日 - ）は、アメリカ合衆国の映画編集技師。ロサンゼルス出身。
アメリカ映画編集者協会の会員。また、映画芸術科学アカデミーの編集部門の委員も務めている。

## 主な作品
- ビバリーヒルズ・コップ2 Beverly Hills Cop II (1987)
- レス・ザン・ゼロ Less Than Zero (1987)
- ミッドナイト・ラン Midnight Run (1988)
- リベンジ Revenge (1990)
- デイズ・オブ・サンダー Days of Thunder (1990)
- フォード・フェアレーンの冒険 The Adventures of Ford Fairlane (1990)
- あなたに恋のリフレイン The Marrying Man (1991)
- ハドソン・ホーク Hudson Hawk (1991)
- ストレート・トーク/こちらハートのラジオ局 Straight Talk (1992)
- セント・オブ・ウーマン/夢の香り Scent of a Woman (1992)
- トゥルー・ロマンス True Romance (1993)
- カウボーイ・ウェイ/荒野のヒーローN.Y.へ行く The Cowboy Way (1994)
- リトル・ジャイアンツ Little Giants (1994)
- 暴走特急 Under Siege 2: Dark Territory (1995)
- イレイザー Eraser (1996)
- ボルケーノ Volcano (1997)
- ジョー・ブラックをよろしく Meet Joe Black (1998)
- ブルー・ストリーク Blue Streak (1999)
- タイタンズを忘れない Remember the Titans (2000)
- アメリカン・アウトロー American Outlaws (2001)
- スコーピオン・キング The Scorpion King (2002)
- S.W.A.T. S.W.A.T. (2003)
- Mr.&Mrs. スミス Mr. & Mrs. Smith (2005)
- ヘアスプレー Hairspray (2007)
- ハンナ・モンタナ ザ・コンサート3D Hannah Montana & Miley Cyrus: Best of Both Worlds Concert (2008)
- ベッドタイム・ストーリー Bedtime Stories (2008)
- ジョナス・ブラザーズ ザ・コンサート 3D Jonas Brothers: The 3D Concert Experience (2009)
- グリーン・ホーネット The Green Hornet (2011)
- ニューイヤーズ・イブ New Year's Eve (2011)
- ネイビーシールズ Act of Valor (2012)
- 2ガンズ 2 Guns (2013)
- ビジネス・ウォーズ Unfinished Business (2015)
- チリ33人 希望の軌跡 The 33 (2015)
- ストレイト・アウタ・コンプトン Straight Outta Compton (2015)
- ブライト Bright (2017)
- トゥームレイダー ファースト・ミッション Tomb Raider (2018)